# Айнсалу, Михкель
Михкель Айнсалу (эст. Mihkel Ainsalu; 8 марта 1996, Тарту) — эстонский футболист, полузащитник клуба «ФКИ Левадия». Выступал за сборную Эстонии.

## Клубная карьера
Воспитанник футбольной академии Андреса Опера и клуба «Нымме Калью». В 2012 году начал выступать за второй состав «Нымме Калью». 20 июля 2013 года дебютировал в основном составе клуба в матче высшей лиги Эстонии против «Таммеки», заменив на 76-й минуте Роберта Кирса. Всего за «Нымме Калью» сыграл в высшем дивизионе 13 матчей.
В 2015 году перешёл в «Флору». Дебютный матч за клуб в чемпионате Эстонии сыграл 21 марта 2015 года против «Калева Силламяэ», а первый гол забил 18 апреля 2015 года в ворота «Пярну ЛМ». В составе «Флоры» становился чемпионом Эстонии (2015, 2017), обладателем Кубка (2015/16) и Суперкубка (2016).
В сентябре 2020 года присоединился к украинскому «Львову», который покинул в январе 2021 года.

## Карьера в сборной
Выступал за юношеские и молодёжные сборные Эстонии, начиная с 16 лет. В составе молодёжной (U21) сборной сыграл более 20 матчей.
В национальной сборной Эстонии дебютировал 23 ноября 2017 года в матче против Вануату.